# Polo Grounds
Polo Grounds byl společný název tří stadiónů ležících v severní části Manhattanu. Sloužily v letech 1880 až 1963 jak k baseballovým zápasům, tak k zápasům v americkém fotbale. Útočiště zde nacházely týmy New York Metropolitians, New York Giants, New York Yankees i New York Mets (všechny baseball), dále pak New York Brickley Giants (pouze jedno utkání v roce 1921), New York Giants a New York Jets (všechny americký fotbal). Roku 1942 se zde konala Major League All-Star Game.
Jak název napovídá, stadióny byly vystavěny za účelem konání zápasů v póle. Pouze jeden ze tří stadiónů byl však takto využíván.
Poslední sportovní událost zde proběhla 14. prosince 1963. Jednalo se o utkání amerického fotbalu mezi New York Jets a Buffalo Bills.